# Сидоније Аполинарије
Сидоније Аполинарије (Гај Солије Модест Аполинарије Сидоније; око 430, Лугдунум - око 486, Арверни) - гало-римски писац, песник, дипломата, епископ Клермона (471 — около 486)..

## Биографија
Рођен је 5. новембра, око 430. године у богатој и племићкој породици у галском Лугдунуму, где су му отац и деда били преторијански префекти. Као и многи људи из његовог круга, стекао је одлично образовање и у младости се прославио својом елоквенцијом и поезијом.
Године 449, према сопственом извештају, он и његов отац су присуствовали свечаностима организованим у Арлу у част инаугурације конзула Астера и Протогена.
Сидоније се 452. године оженио ћерком будућег цара Авита, коју је касније отпратио у Рим, и којој је посветио свој први панегирик.
После свргавања и бекства Авита, вратио се у Лугдун, где га је 457. године заробио нови цар Мајоријан. Због његове славе, према њему се односио с поштовањем и убрзо га је пустио на слободу, што му је заузврат донело панегирик, за шта је и сам Сидоније добио бронзану статуу у Форуму и титулу комита.
Цар Прокопије Антемије га је 467. уврстио међу патриције и именовао за префекта Рима. Међутим, око 470. године, Сидоније је напустио ово место због привођења једног од његових блиских пријатеља на суђење под оптужбом за издају.
Вративши се у Галију, дуго се борио против злоупотреба Сероната, високог и поквареног чиновника, и око 471-472, из политичких, а не верских разлога, постављен је за епископа Арверна.
Године 475. Визиготи су заузели град, а Сидоније, који је активно учествовао у одбрани, поново је накратко затворен, али је ослобођен захваљујући заступништву свог пријатеља Лава од Нарбона, једног од повереника краља Еуриха; Убрзо је враћен у своја права и остао епископ до своје смрти.
Дела Сидонија Аполинарија, посебно његова писма, драгоцен су извор о историји освајања Галије од стране Визигота. Његова преписка — једна од четири гало-римске преписке које су дошле до нас из овог времена — упркос свом извесном помпезном стилу, баца значајно светло на културну и друштвену климу последњих година Западног римског царства.